# Called Out in the Dark
Called Out in the Dark è un singolo del gruppo musicale britannico Snow Patrol, pubblicato il 2 settembre 2011 come primo estratto dal sesto album in studio Fallen Empires.

## Video musicale
Il video, reso disponibile su YouTube il 17 agosto 2011, ha come protagonisti gli attori Tara Summers e Jack Davenport.

## Tracce
Download digitale (Regno Unito)
1. Called Out in the Dark - 4:03
2. Fallen Empires - 5:20
3. My Brothers - 3:32
4. I'm Ready - 3:23

CD (Germania)
1. Called Out in the Dark - 4:03
2. My Brothers - 3:32

CD promozionale (Regno Unito)
1. Called Out in the Dark (Radio Mix) - 3:32
2. Called Out in the Dark (Instrumental) - 4:02

## Classifiche
| Classifica (2011-12) | Posizione massima |
| -------------------- | ----------------- |
| Austria              | 23                |
| Belgio (Fiandre)     | 7                 |
| Belgio (Vallonia)    | 10                |
| Danimarca            | 35                |
| Finlandia            | 20                |
| Germania             | 15                |
| Irlanda              | 5                 |
| Nuova Zelanda        | 35                |
| Paesi Bassi          | 12                |
| Regno Unito          | 11                |
| Svizzera             | 11                |
| Ungheria             | 30                |